# Translucência nucal

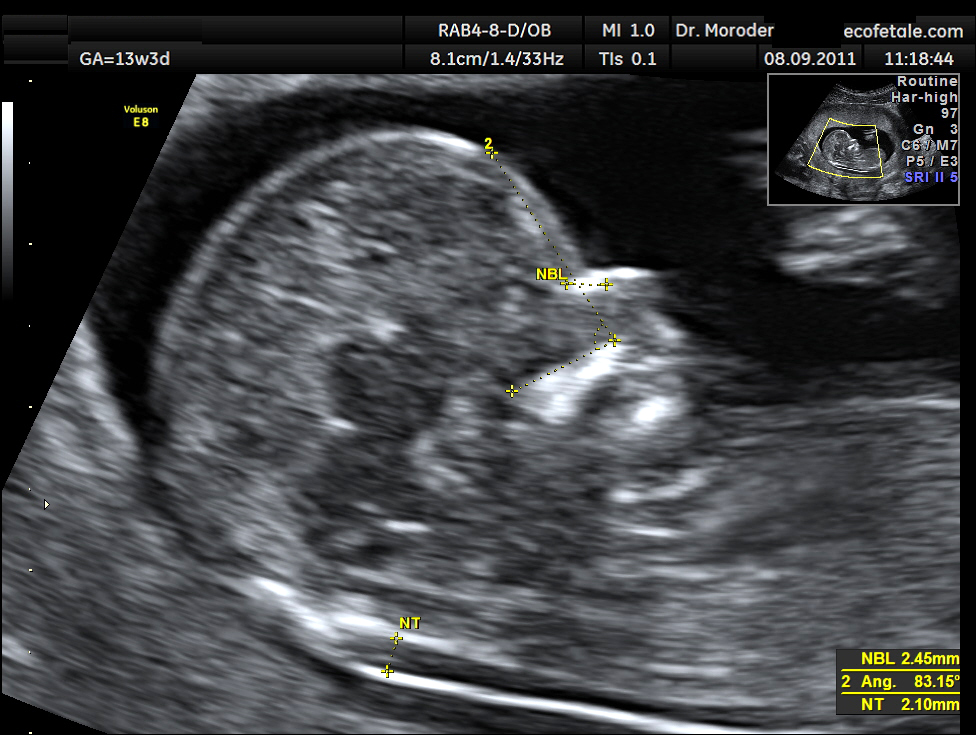
Ultrassom demonstrando a translucência nucal em feto de 13 semanas.

Uma das grandes contribuições da pesquisa ultra-sonográfica do final do século 20 foi a demonstração de que o acúmulo excessivo de fluido na nuca do feto, conhecido como translucência nucal (TN), está correlacionado com anomalias cromossômicas, malformações fetais e síndromes genéticas.
O acúmulo de fluído nucal no primeiro trimestre foi primeiramente descrito por um estudo caso-controle de Szabó & Gellen, que observaram acúmulo superior a 3 mm em todos os fetos com trissomia do cromossomo 21 (sete casos) e em apenas um feto, de um total de 105, com cariótipo normal. Isso proporcionou um avanço do conhecimento no aconselhamento do casal sobre os riscos de anomalias cromossômicas, determinando consideráveis mudanças no diagnóstico pré-natal de primeiro trimestre.
Desde o início dos anos 90, diversos estudos com pequenas casuísticas e com populações de alto risco demonstraram associação entre o aumento da espessura da TN, entre a 11ª e a 13ª semana e 6 dias, e a presença de anomalias cromossômicas. Os mecanismos fisiopatológicos que explicam esse marcador ultra-sonográfico transitório ainda não estão bem estabelecidos. Alguns eventos que ocorrem nessa época da gestação poderiam eventualmente esclarecer o acúmulo transitório de líquido na região da nuca do feto, que é atribuído a alterações da drenagem linfática fetal e/ou, particularmente, a distúrbio hemodinâmico do feto devido à insuficiência cardíaca fetal.

## Como Calcular o Risco para Síndrome de Down
Após a realização da medida da translucência nucal por um médico qualificado, é possível estimar o risco do feto ser acometido pela Síndrome de Down. Isto pode ser feito utilizando-se uma Calculadora de Risco para Síndrome de Down.

### Condições Associadas com Translucência Nucal Aumentada
- Anomalias Cromossômicas, em especial a Síndrome de Down
- Cardiopatia congênita
- Síndrome de Jarcho-Levin
- Hérnia diafragmática
- Síndrome de Joubert
- Onfalocele
- Síndrome de Meckel-Gruber
- Acondroplasia
- Síndrome de Nance-Sweeney
- Síndrome de Noonan
- Distrofia torácica asfixiante
- Osteogênese imperfeita tipo II
- Síndrome de Beckwith-Wiedemann
- Síndrome de Perlman
- Osteocondroplasia de Blomstrand
- Síndrome de Roberts
- Seqüência de Body Stalk
- Síndrome costela curta-polidactilia
- Displasia camptomélica
- Síndrome de Smith-Lemli-Opitz
- Síndrome ectrodactilia-displasia ectodérmica
- Atrofia Muscular espinha tipo I
- Seqüência da acinesia fetal
- Displasia tanatofórica
- Síndrome de Fryn
- Síndrome trigonocefálica ‘C’
- Gangliosidose GM1
- Associação VACTERL
- Síndrome hidroletal
- Síndrome de Zellweger
- Anencefalia, Encefalocele
- Holoprosencefalia, Microcefalia
- Microftalmia, Rins policísticos
- Agenesia renal
- Rins multicísticos
- Fenda labial
- Cifoescoliose